# Jaren Hall
Jaren Thomas Hall (Spanish Fork, 24 marzo 1998) è un giocatore di football americano statunitense che milita nel ruolo di quarterback per i Seattle Seahawks della National Football League (NFL).

## Carriera

### Minnesota Vikings
Al college Hall giocò a football a BYU. Fu scelto nel corso del quinto giro (164º assoluto) del Draft NFL 2023 dai Minnesota Vikings. Debuttò come professionista subentrando nella gara dell'ottavo turno dopo che Kirk Cousins si ruppe il tendine d'Achille, completando 3 passaggi su 4 per 23 yard nella vittoria sui Green Bay Packers. La settimana successiva fu nominato titolare contro gli Atlanta Falcons, iniziando la gara in modo promettente completando cinque dei suoi primi sei passaggi per 78 yard, prima di subire una commozione cerebrale, venendo costretto ad abbandonare l'incontro. Tornó a essere nominato titolare per la gara della settimana 17 contro i Green Bay Packers ma sostituito poi da Nick Mullens nel secondo tempo sullo svantaggio di 20 punti, dopo aver lanciato 5 completi su 10 passaggi tentati per 67 yard, nessun touchdown e un intercetto, con un passer rating di 32,1. La sua prima stagione si chiuse con 3 presenze.

### Seattle Seahawks
Il 2 settembre 2024 Hall firmò con la squadra di allenamento dei Seattle Seahawks. Fu promosso nel roster attivo il 21 dicembre.